# Anales de Química
Anales de Química (abrégé en An. Quím.) est une revue scientifique à comité de lecture qui publie des articles dans tous les domaines de la chimie.
La revue ne doit pas être confondue avec une précédente revue espagnole du même nom datant du XIXème siècle.

## Histoire
De 1903 à 1940, la revue porte le nom de :
- Anales de la Real Sociedad Española de Física y Química  (ISSN 0365-6675) ;

De 1941 à 1947, elle s'intitule :
- Anales de Física y Química  (ISSN 0365-2351).

De 1948 à 1967, elle est scindée en deux séries:
- Anales de la Real Sociedad Española de Física y Química. Ser. A : Física  (ISSN 0034-0871) ;
- Anales de la Real Sociedad Española de Física y Química. Ser. B : Química  (ISSN 0034-088X).

De 1968 à 1979, les deux séries changent de nom :
- Anales de Física
- Anales de Quimica  (ISSN 0365-4990).

De 1980 à 1989, les Anales de Quimica sont elles-mêmes divisées en trois séries :
- Anales de Química. Serie A : Química Física y Ingenieria Química  (ISSN 0211-1330) ;
- Anales de Química. Serie B : Química Inorgánica y Química Analítica  (ISSN 0211-1349) ;
- Anales de Química. Serie C : Química Orgánica y Bioquímica  (ISSN 0211-1357).

De 1990 à 1995, les trois séries des Anales de Quimica sont fusionnées et la revue redevient :
- Anales de Química  (ISSN 1130-2283).

En 1996 et 1997, elle prend un sous-titre :
- Anales de Química : International Edition  (ISSN 1130-2283).

En 1998, elle est absorbée par l' European Journal of Organic Chemistry et l' European Journal of Inorganic Chemistry, créés par la fusion de diverses revues de chimie européennes :
- Acta Chimica Hungarica, Models in Chemistry
- Anales de Química
- Bulletin des Sociétés Chimiques Belges
- Bulletin de la Société chimique de France
- Chemische Berichte
- Chimika Chronika
- Gazzetta Chimica Italiana
- Liebigs Annalen
- Polish Journal of Chemistry
- Recueil des Travaux Chimiques des Pays-Bas
- Revista Portuguesa de Química

En 1999, pour poursuivre la tradition des Anales de Química, la Real Sociedad Española de Química fonde les Anales de la Real Sociedad Española de Química  (ISSN 1575-3417).